# Gare de Tambaguchi
Pour les articles homonymes, voir Tamba.
À ne pas confondre avec la gare de Tambabashi, aussi à Kyoto.
La gare de Tambaguchi (丹波口駅, Tanbaguchi-eki) est une gare ferroviaire située dans l'arrondissement de Shimogyō à Kyoto située sur la ligne Sagano. La gare est exploitée par la compagnie JR West. Elle porte le nom de l'entrée du Tamba (丹波口, Tanba-guchi), l'une des sept entrées de Kyoto (ja). De 1918 à 2006, elle est ouverte au transport de marchandises.

## Situation ferroviaire
La gare de Tambaguchi est située au point kilométrique (PK) 2,5 de la ligne principale San'in (appelée à cet endroit ligne Sagano). Elle se trouve dans le secteur Chūdōji (ja) de l'arrondissement de Shimogyō, dans le quartier Chūdōji Minami-chō (中堂寺南町). La gare de fret était située au point kilométrique (PK) 3,3 à partir de la gare d'Umekōji.

## Histoire

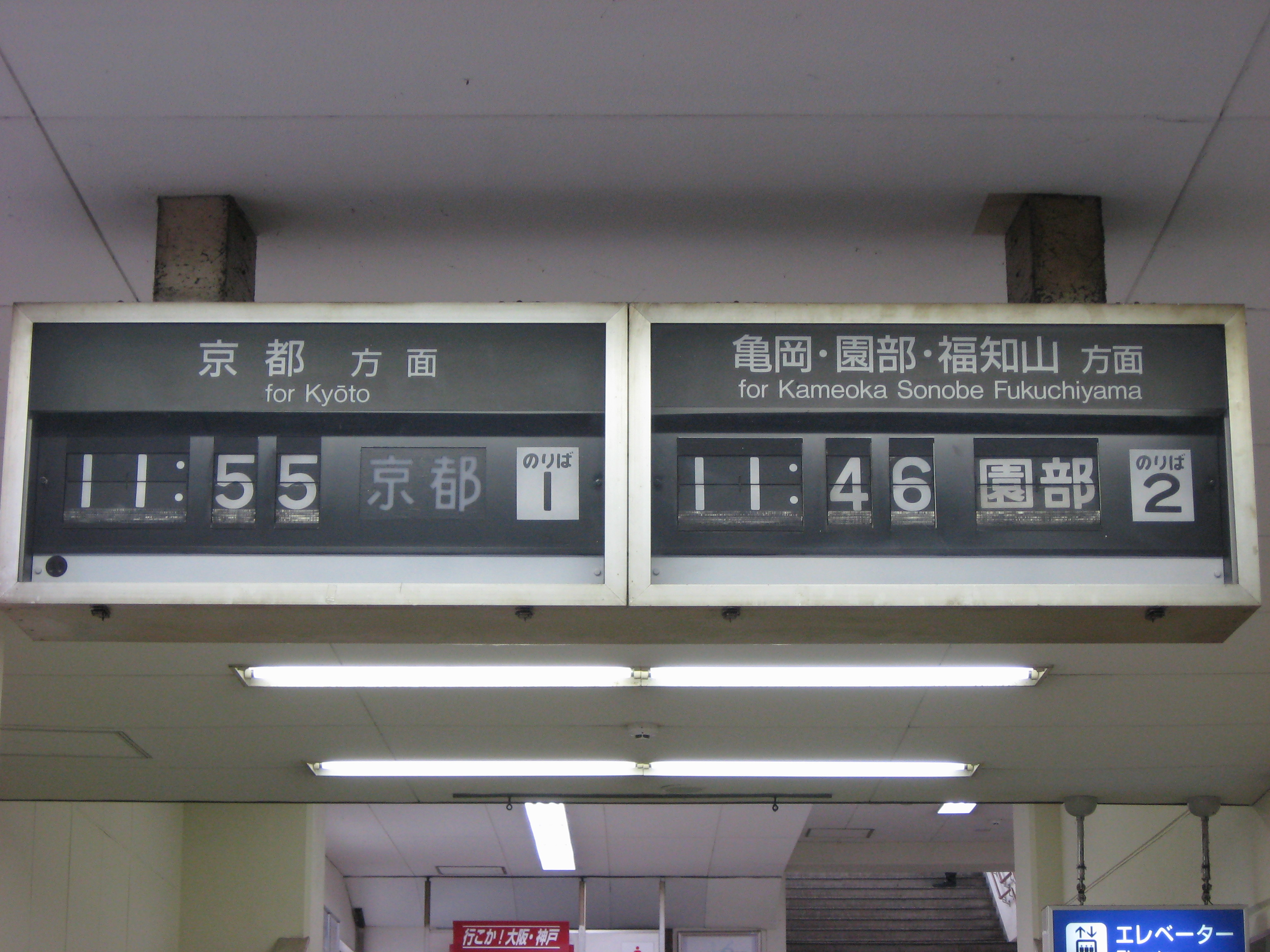
Ancien panneau d'affichage des horaires à la gare de Tambaguchi.

La gare de Tambaguchi est ouverte le 27 avril 1897 dans le village d'Ōuchi (大内村) du district de Kadono (ja), par Kyōto Tetsudō (ja) dans le cadre de l'extension de sa ligne ferroviaire, qui est prolongée de la gare de Nijō à celle d'Ōmiya. Le 16 novembre de la même année, la ligne de Kyōto Tetsudō est reliée à la gare de Kyoto depuis la gare d'Ōmiya. Le 1er août 1899, avec la fermeture de la gare d'Ōmiya, la gare de Tambaguchi devient la gare suivant celle de Kyoto. Le 1er août 1907, Kyōto Tetsudō est nationalisée. Le 12 octobre 1909, les noms de ligne sont introduits et la ligne entre les gares de Kyoto et de Sonobe, incluant la gare de Tambaguchi, est désormais appelée « ligne Kyoto ». Le 1er mars 1912, la ligne Kyoto est intégrée dans la ligne principale San'in. Une branche de la ligne principale Tōkaidō pour le transport de fret ouvre de la gare d'Umekōji (ja) jusqu'à la gare de Tambaguchi. Le 1er décembre 1927, en même temps que l'ouverture du marché central de Kyoto (ja), une ligne dédiée est ouverte de la gare d'Umekōji jusqu'à la gare de Tambaguchi. 
Le 16 mars 1976, la gare de Tambaguchi est déplacée de 500 mètres au nord, dû à l'élévation des voies, et les opérations de fret au marché central de Kyoto sont alors prises en charge par la nouvelle gare du marché de Kyoto (ja) (京都市場駅). Le 1er février 1984, la gare du marché de Kyoto est fermée. Le 1er avril 1987, dû à la privatisation des chemins de fer nationaux, la gare est désormais prise en charge par JR West, puis le 13 mars 1988, après le début de l'assignation de surnoms aux sections de ligne, elle est assignée à la nouvelle « ligne Sagano ». Le 14 septembre 1998, les guichets de vente automatiques font leur apparition dans la gare. À partir du 1er novembre 2003, les cartes à puce du service ICOCA sont utilisables à la gare de Tambaguchi. Le 1er avril 2006, JR Freight suspend les opérations de transport de fret sur la branche de la ligne Tōkaidō depuis la gare d'Umekōji. Le 20 juillet 2009, la section de la ligne Sagano de la gare de Kyoto à celle de Tambaguchi est rouverte à double voie, puis de celle de Tambaguchi à celle de Nijō le 31 janvier 2010. La branche de fret de la ligne Tōkaidō jusqu'à Tambaguchi est fermée, après la construction de la nouvelle gare de fret de Kyoto. Le 17 mars 2018, un système de numérotage des stations de la ligne Sagano est introduit et le code « JR-E03 » y est assigné,. Le service de guichet Midori no Madoguchi est supprimé le 14 mars 2019 et est remplacé le lendemain par le service Midori no Kenbaiki Plus (みどりの券売機プラス).

## Service des voyageurs

### Accueil

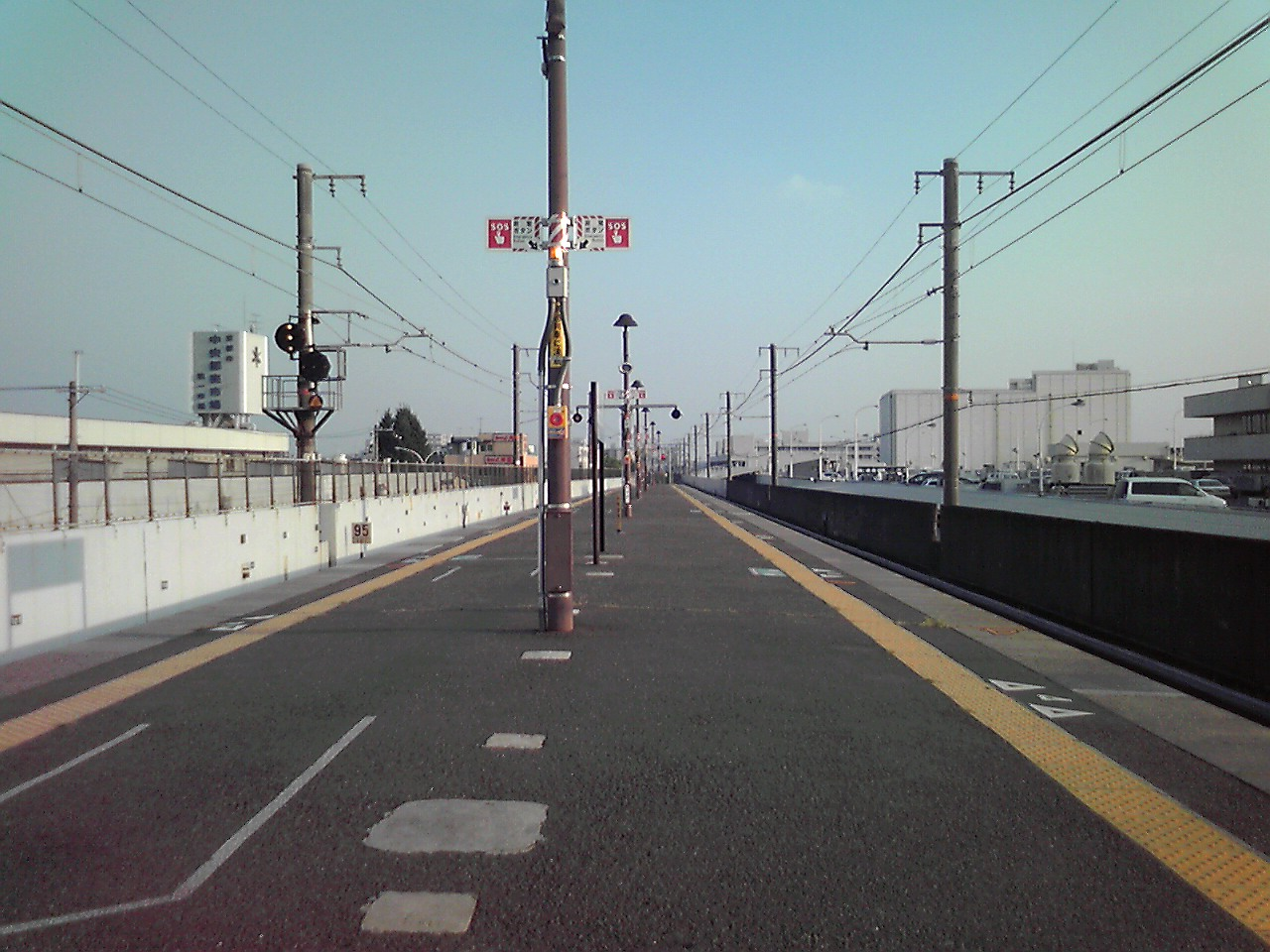
Vue du quai de la gare de Tambaguchi.

La gare dispose d'un bâtiment voyageurs construit au niveau du sol en-dessous des voies du côté est. Le bâtiment renferme des toilettes publiques, les guichets de vente, une consigne automatique, ainsi qu'un défibrillateur entre autres. Au nord du bâtiment voyageurs se trouve la rue Gojō-dōri (ja), et au nord de la rue un stationnement cyclable. De part et d'autre de Gojō-dōri, à l'ouest du bâtiment voyageurs, se trouve les arrêts d'autobus. À l'ouest du bâtiment voyageurs, de l'autre côté du viaduc soutenant les voies, se trouve le marché central de Kyoto. Les voies se trouvent au deuxième étage, ainsi que le quai central. Deux ascenseurs permettent d'accéder aux voies.
Les guichets sont ouverts de 5h30 à 23h00. Les employés ne sont pas présents du premier train jusqu'à 6h30, de 12h00 à 13h00, de 15h00 à 16h40, de 19h30 à 20h30 et de 21h00 à 23h00.

### Desserte
La gare comprend un quai central, dont les deux voies sont disposées de la façon suivante :
- Ligne Sagano
  - voie 1 : direction Kyoto
  - voie 2 : direction Kameoka, Sonobe et Fukuchiyama

### Gares adjacentes

#### Desserte actuelle
| «                  |  | Service                      |  | »    |
| ------------------ |  | ---------------------------- |  | ---- |
| Umekōji-Kyōtonishi |  | Ligne Sagano (service local) |  | Nijō |

#### Ancienne desserte
| «                   |  | Service                                    |  | »        |
| ------------------- |  | ------------------------------------------ |  | -------- |
| gare d'Umekōji (ja) |  | Ligne principale Tōkaidō (service de fret) |  | Terminus |

### Intermodalité
Les autobus du réseau d'autobus de Kyoto (ja) desservent la gare, à l'arrêt « Kyoto Research Park-mae » (京都リサーチパーク前), où passent les lignes 23, 32, 43, 75, 80 et 85.
Les autobus de la société privée Kyoto Bus (ja) arrêtent aussi l'arrêt du même, nommément les lignes 81 et 83. Les autobus de Keihan Kyōto Kōtsū (ja) passe aussi à l'arrêt, nommément les lignes 21, 21A, 27 et Flower Line. Depuis le 18 octobre 2021, la ligne 93 de Keihan Kyōto Kōtsū dessert la gare à l'arrêt « Kyoto Research Park no.4 Building » (京都リサーチパーク4号館前), sur Shichihonmatsu-dōri (ja).

## Dans les environs
La gare se trouve au carrefour des rues Gojō-dōri (ja), d'orientation est-ouest, et Senbon-dōri (ja), d'orientation nord-sud. À l'ouest de la gare se trouve notamment le parc technologique Kyoto Research Park (ja). Au sud, entre les gares de Tambaguchi et d'Umekōji-Kyōtonishi, se trouve le Premier marché central de Kyoto (ja). Plus au sud se trouve aussi le parc Umekōji (ja), comprenant le Kyoto Railway Museum et l'aquarium de Kyoto (ja). Depuis l'ouverture de la gare d'Umekōji-Kyōtonishi en 2019, la gare de Tambaguchi n'est plus la gare la plus proche du parc. Le site de la précédente gare de Tambaguchi correspond maintenant au parc pour enfants Nishishinyashiki (西新屋敷児童公園).
Parmi d'autres lieux à proximité sont l'ancien quartier chaud de Shimabara et sa grande porte, le temple bouddhiste Mibu-dera, le musée Seishō Netsuke (ja), le temple bouddhiste Shin'nyō-in, le Costume Museum (ja) et le temple bouddhiste Nishi-Hongan-ji, entre autres.